# Mesida
Mesida là một chi nhện trong họ Tetragnathidae.